# Мјадзелка
Мјадзелка или Мјаделка (рус. Мяделка; блр. Мядзелка) река је у северозападном делу Републике Белорусије која протиче преко територија Минске и Витепске области. Десна је притока реке Бирвета у коју се улива на територији Паставског рејона и део је басена Западне Двине.
Река Мјадзелка је отока језера Мјадзел из којег истиче на подручју Мјадзелског рејона. Укупна дужина њеног водотока је 50 km, површина басена је 775 km², док је просечан проток у зони ушћа 6 m³/s. Просечна ширина речног тока је од 10 до 15 метара у горњим, до 20 метара у доњим деловима тока. Речна обала је ширине 100—200 метара, док приобална равница не прелази ширину од 400 метара.
Њена највећа притока је река Лучајка (дужине 46 km), а на њеним обалама лежи град Пастави.